# Phenacodes aleuropa
Phenacodes aleuropa là một loài bướm đêm trong họ Crambidae.